# Giovanni Antonio Cavazzi da Montecuccolo

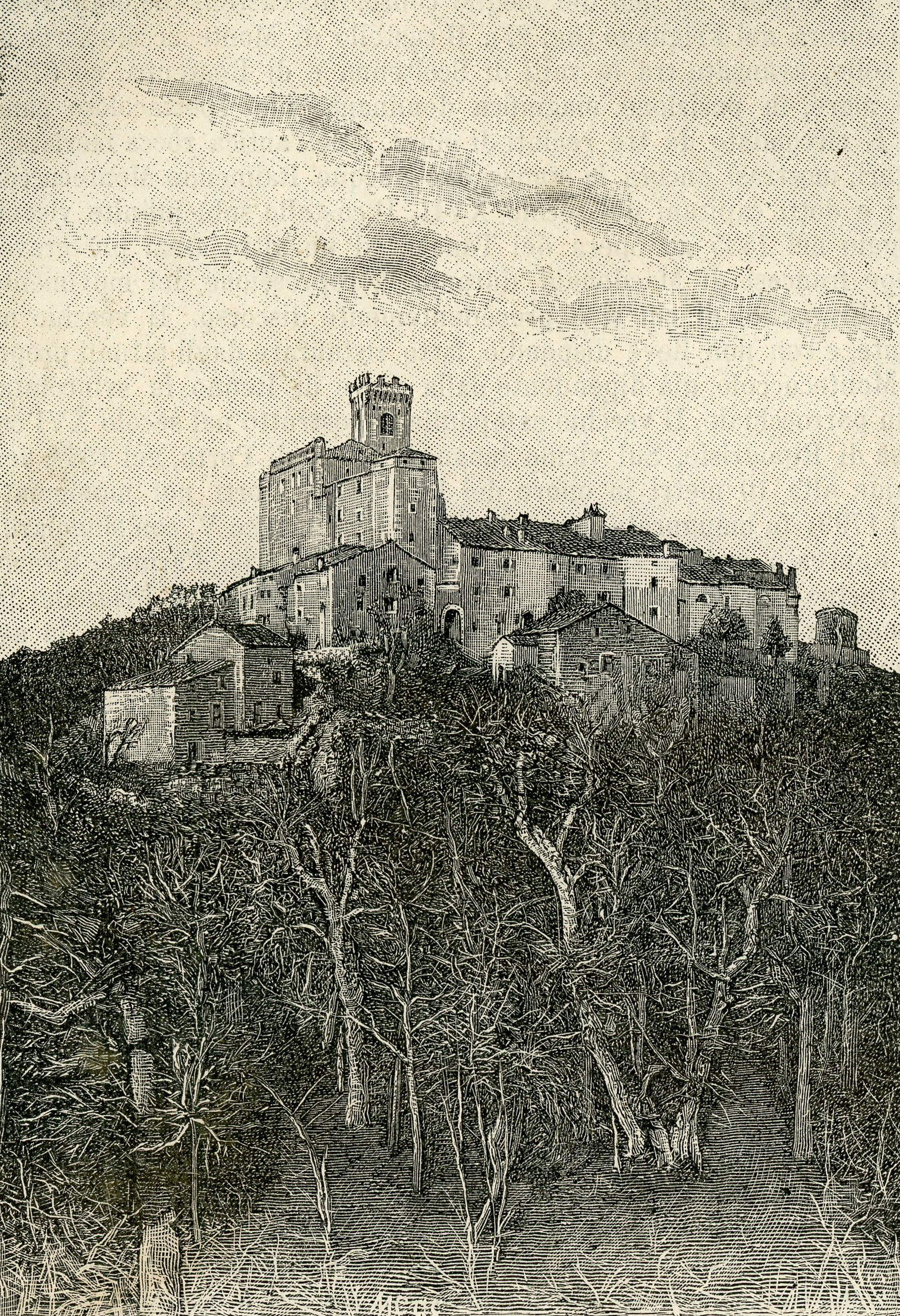
La rocca e il castello di Montecuccolo. Stampa del 1902.

Padre Giovanni Antonio Cavazzi da Montecuccolo, battezzato col nome di Galeotto (Montecuccolo, 13 ottobre 1621 – Genova, 16 luglio 1678), è stato un missionario, francescano e scrittore italiano.

## Biografia
Nacque di umili origini nel borgo del Castello di Montecuccolo (oggi frazione di Pavullo nel Frignano), figlio di Cesare e Guglielmina, mezzadri del conte Massimiliano Montecuccoli, che gli diedero il nome di Galeotto.
Nel 1640 prese i voti al termine del noviziato svolto presso il convento dei cappuccini di Cesena, con l'intenzione di avviarsi alla vita da missionario.
Però, diventato sacerdote, i suoi superiori lo giudicarono di "buona volontà" ma di "pochissima intelligenza", ed i suoi studi non sufficienti alla qualifica di predicatore. Nel 1649 presentò domanda alla congregazione di Propaganda Fide di essere inviato in Congo come missionario, ma ancora una volta tale possibilità gli venne respinta.
Tuttavia le missioni cappuccine in Africa richiedevano un numero crescente di religiosi, e finalmente nel 1653 il provinciale di Bologna lo ritenne idoneo.

## L'attività missionaria

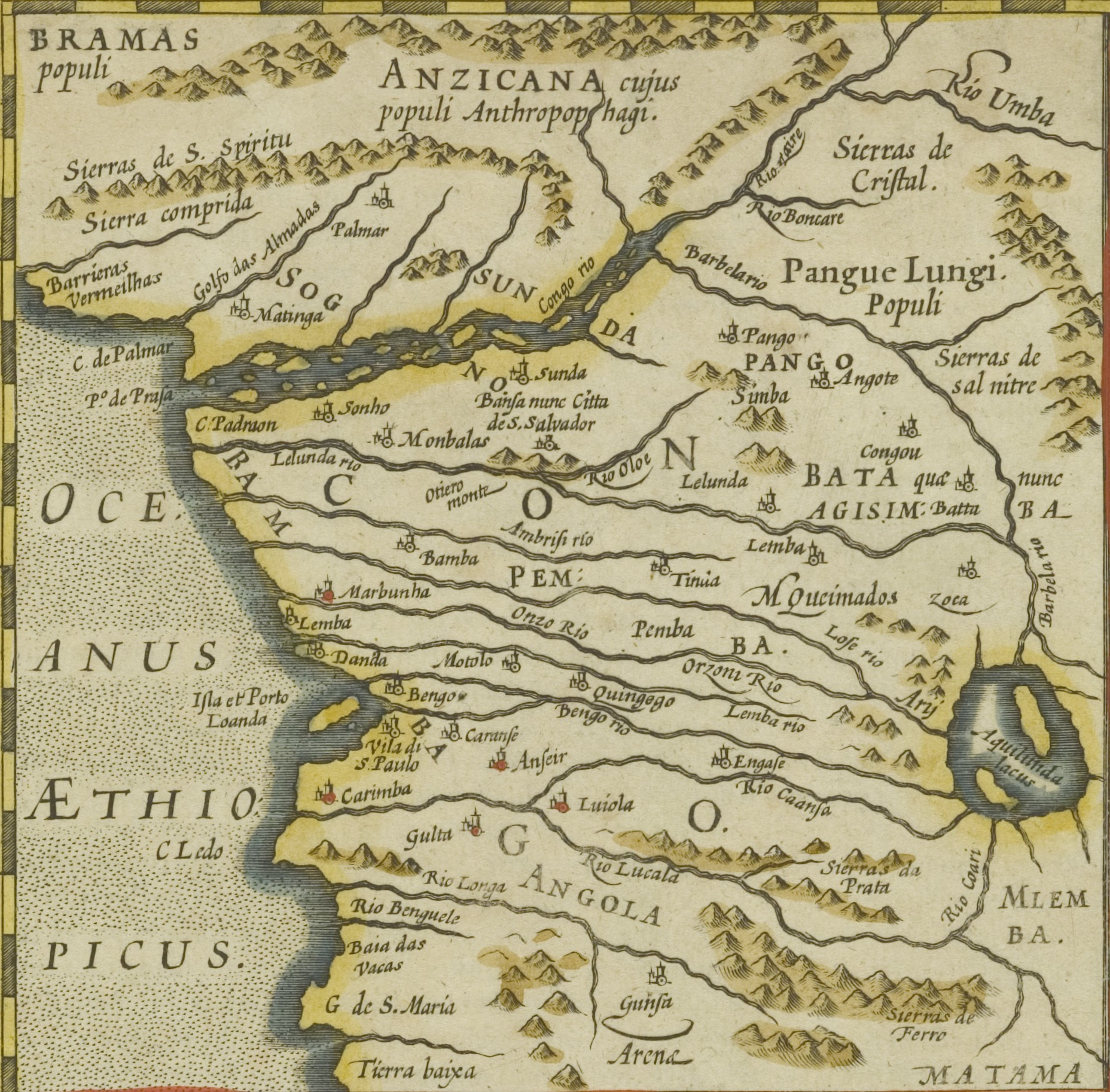
Mappa del Regno del Congo, 1623 ca.

L'11 novembre 1654 arrivò a bordo di una nave genovese a Luanda, capitale amministrativa dell'Angola portoghese, per recarsi poi alla missione cappuccina di Matamba. Nei primi anni viaggiò al seguito dei soldati portoghesi attraverso varie località nord-angolane (Massangano, Cambambe, Maupungu, Ambaca...), iniziando a scrivere numerosi appunti e cronache di tali esplorazioni. Fece un periodo alla corte del re di Pungo Andongo e si unì nel 1659 come cappellano alla spedizione portoghese nella regione centrale degli altipiani di Libolo. Tornato nella sua missione di appartenenza, si guadagnò la fiducia ed il rispetto di Nzinga Mbande, regina del Matamba, diventandone assistente fino alla di lei morte (17 dicembre 1663) e presiedendone il funerale. Nel 1655 partì da Matamba, spingendosi attraverso lunghi e pericolosi viaggi fino a Soio, all'epoca parte del Congo (1666).
Ammalato, si imbarcò su una nave diretta in Brasile, dove attese un anno una nave per l'Europa, arrivando infine nel 1668 a Lisbona. Recatosi a Roma, mostrò ai superiori di Propaganda Fide gli scritti che aveva iniziati nel 1655: tali appunti furono giudicati interessanti, e Cavazzi venne invitato a stendere un'opera organica e completa sulla storia della missione cappuccina in quella parte dell'continente nero, lavoro cui vennero dedicati circa tre anni ed un lungo confronto con la biblioteca e i documenti dei cappuccini.
Pur apprezzandone il lavoro, la Congregazione non ritenne però di assumersi l'onere della stampa, e pertanto Cavazzi venne nominato il 30 maggio 1672 prefetto della missione del Congo e nuovamente inviato in Africa. Partì da Lisbona il 16 luglio 1673, ed arrivò a Luanda solo il 10 dicembre seguente: la nave fece infatti naufragio sulle coste di Benguela e Cavazzi fu tra i pochi superstiti.
Già debole di salute, subì un ulteriore decadimento fisico che ne inficiò la capacità di governo della missione, facendolo ritenere da molti inadatto al ruolo di prefetto. Soprattutto la mancanza del titolo di studio di predicatore spinse alcuni missionari - probabilmente desiderosi di essere promossi - a richiedere alla Congregazione di propaganda Fide la sua rimozione, cosa che avvenne infine nel maggio 1676.
Ritornò in Italia nel 1677, dove scrisse un secondo resoconto biografico sui cappuccini morti in Congo.
Morì a Genova nel luglio 1678, all'età di 56 anni.

## L'opera
La prima e più importante opera di Cavazzi, Istorica descrizione de' tre regni Congo, Matamba et Angola venne pubblicata solamente otto anni dopo la sua morte. Si tratta di una storia descrittiva di considerevole rilevanza all'epoca, tanto che già nel 1694 venne pubblicata l'edizione tedesca e nel 1732 quella in francese. Bisognò attendere il XX secolo per vedere un'edizione in portoghese.
Nel 1969 un sacerdote modenese, Giuseppe Pistoni, scoprì fra le carte Araldi, una famiglia cittadina, i tre poderosi manoscritti originali di Cavazzi, quindi il testo non rivisto stilisticamente da Alamandini. Tale rimaneggiamento fu voluto da Propaganda Fide per depurare il testo da alcuni accenni miracolistici o ritenuti fantasiosi, un lavoro lungo e certosino che probabilmente determinò la pubblicazione postuma. Ad oggi resta una delle documentazioni storiche più interessanti non solo sulla presenza cappuccina nell'Africa centro-occidentale, ma anche un'importante testimonianza circa le tradizioni orali e gli usi delle popolazioni congolesi ed angolane.
Tali manoscritti erano, inoltre, illustrati con vivide rappresentazioni ad acquarello della vita in Africa centrale, e soprattutto della corte della regina Nzinga.
Oltre a tale storia, Cavazzi riscrisse anche le biografie di alcuni dei suoi missionari Vite dei Frati Minori Cappuccini del Ordine del Serafico Padre San Francesco, morti nelle Missioni d'Etiopia dall'anno 1645 sino all'anno 1677 (manoscritto conservato oggi presso la biblioteca di Évora), lavoro che però non venne pubblicato prima del XX secolo. Esse non hanno l'accuratezza della prima opera, poiché Cavazzi non ebbe il tempo di integrarle con la ricerca d'archivio, ma contengono notizie preziose sulla presenza cappuccina in Congo nel Seicento.

## Memoria
Nella città natale di Pavullo nel Frignano dal 1973 gli è dedicato l'Istituto tecnico commerciale G.A. Cavazzi, ora Istituto Cavazzi Sorbelli.
A Modena gli è intitolata una via.